# Yakuza 5
Yakuza 5 (龍が如く5 夢、叶えし者, Ryū ga Gotoku 5: Yume Kanaeshi Mono, littéralement « Comme un dragon 5 : Celui qui réalise ses rêves ») est un jeu vidéo d'action-aventure développé par Ryū ga Gotoku Studio et édité par Sega, sorti en 2012 au Japon et en 2015 en Europe et en Amérique du Nord sur PlayStation 3.
Le jeu est basé sur un moteur de jeu inédit, contrairement aux opus précédents qui partagent un même moteur depuis Yakuza 3.
Pour la première fois dans la série, le jeu propose de parcourir 5 lieux à travers le Japon, ainsi que de contrôler 5 personnages différents. Le joueur incarne tour à tour Kazuma Kiryu, le héros de la série, ainsi que Taiga Saejima, Haruka Sawamura, Shun Akiyama, et Tatsuo Shinada, un ancien joueur de baseball professionnel, endetté par des problèmes de pari.
Le 6 décembre 2014, à la suite de nombreuses demandes, une sortie nord-américaine et européenne de Yakuza 5 est annoncée. Le jeu sort le 8 décembre 2015 sur ces territoires.

## Synopsis

### Lieux
Pour la première fois dans la série, le jeu propose cinq lieux distincts à travers le Japon. Tout d'abord, cela commence par un retour à Kamurocho, reproduction fictive d'un quartier de Kabukichō nommé Kamurocho. Le second est Sōtenbori, un quartier fictif d'Osaka basé sur Dōtonbori, déjà présent dans Yakuza 2. Les trois nouvelles villes sont Nagasugai, un quartier fictif de Fukuoka basé sur Nakasu, Tsukimino, quartier fictif de Sapporo basé sur Susukino et Kin'eicho, quartier fictif de Nagoya basé sur Sakae. Selon le producteur Toshihiro Nagoshi et l'écrivain Masayoshi Yokoyama, c'est le « San Andreas » de la série Yakuza, une « expansion massive du concept de base qui propulse la franchise vers de nouveaux sommets ».

## Développement
Le jeu bénéficie du double de temps de développement comparé aux jeux précédents de la série, qui ont généralement un cycle de développement d'environ un an. Le jeu est développé en tant que reboot de la série, il est surnommé comme le « nouveau Yakuza » par les développeurs, avec pour objectif de proposer l'un des meilleurs scripts et scénarios dans l'histoire de la série. En outre, le jeu est développé avec un nouveau moteur graphique, les précédents opus PlayStation 3 de la série utilisent le Magical-V Engine, le même que Yakuza 3. Le jeu est considéré par les développeurs comme un nouveau départ, la fin de tout ce qui a été produit jusqu'à la fin de Yakuza: Dead Souls. Le 5 décembre, 2015, Sega annonce une sortie mondiale du jeu pour le 8 décembre en téléchargement numérique sur le PlayStation Network.

## Commercialisation
Yakuza 5 s'écoule à plus de 590 000 copies au Japon en mai 2013. Il reçoit la note parfaite dans le numéro 1251 de Famitsu.
À l'occasion de la sortie du jeu au Japon, un pack collector est proposé, il contient une PlayStation 3 Ultra Slim arborant des logos dorées, une DualShock 3 dorée et son autocollant de personnalisation représentant le tatouage de Kazuma Kiryu (un dragon), une clef USB de 8 Go incluant notamment un thème exclusif, un papier-peint et un calendrier, une serviette de plage estampillée « Yakuza » (135 cm x 67 cm) et un exemplaire du jeu.
Une édition collector du jeu, intitulée Famitsu DX Pack, est commercialisée au Japon. Celle-ci comprend un DVD (History Digest DVD) résumant dans une vidéo de 90 minutes les événements se déroulant avant le jeu, un CD (The Best Songs Selection) contenant une sélection de 15 musiques issues des précédents opus, un mug en céramique orné d'un dragon (représentation du tatouage de Kazuma Kiryu) sur fond noir et d'un exemplaire du jeu.